# 文龍
文龍（1875年—1908年），四川省成都府華陽縣人，清朝政治人物、進士出身。
光緒十八年（1892年），参加光緒壬辰科殿試，登進士二甲113名。同年五月，以主事分部学习。